# Бережись автомобіля
«Бережи́сь автомобі́ля» (рос. «Берегись автомобиля») — російський радянський художній фільм, детективна лірична комедія, поставлена на кіностудії «Мосфільм» в 1966 режисером Ельдаром Рязановим.
«Бережись автомобіля» стала першою спільною роботою Ельдара Рязанова і кінодраматурга Еміля Брагінського. В основу сюжету лягла «бродяча легенда» тих років — про чоловіка, який викрадав машини у людей, що живуть з хабарництва, спекуляції, розкрадання соціалістичної власності, продавав їх, а гроші переказував у дитячі будинки. Сценарій був неоднозначно оцінений партійним керівництвом, тому Рязанов і Брагінський переробили сценарій в повість, яка в 1964 році була опублікована в журналі «Молода гвардія» і отримала хороші відгуки.
Фільм знімали протягом 1965 року, прем'єра відбулася у травні 1966-го; цього ж року в прокаті фільм зайняв 11 місце — його подивилися 29 млн глядачів.

## Сюжет
Юрій Деточкін — скромний і сором'язливий страховий агент, у минулому шофер та паралельно актор самодіяльного театру. З огляду на свою професію він часто відвідує будинки заможних людей і легко визначає коли їхні статки зароблені нечесно. Дєточкін не в змозі притягти їх до відповідальності законним чином, тому намагається відновити справедливість самотужки. Він краде автомобілі в хабарників, спекулянтів і казнокрадів, перепродує їх, а виручені гроші передає на благодійність у дитячі будинки. Слідчий Максим Підберезовиков грає у тому ж театрі, що й Дєточкін (у нього в кабінеті навіть висить портрет Костянтина Станіславського). Він не знає особу викрадача автомобілів, і вважає його небезпечним, хитромудрим, винахідливим злочинцем.
В одного з клієнтів, молодого продавця комісійного магазину Діми Семицвєтова, який підпільно торгує дефіцитною зарубіжною електронікою, Дєточкіну вдається викрасти авто лише з третьої спроби. Вперше спрацьовує сигналізація, вдруге Дєточкін потрапляє в капкан, поставлений проти злодіїв. Втретє він наймає кранівника, щоб той просто підняв гараж. На викраденому авто Дєточкін їде в Балтику і по дорозі знайомиться з автоінспектором, якому допомагає завести мотоцикл. В найближчому населеному пункті автоінспектор отримує орієнтування на злодія та розуміє, що це Дєточкін, якого він зустрів нещодавно. Врятуватися від переслідування Дєточкіну допомагає лише випадок: у автоінспектора знову заглох мотоцикл.
Поки Дєточкін продає авто пастору, який купує його за пожертвування парафіян, на його слід виходить Максим Підберезовиков. Слідчий випадково виявляє, Дєточкін часто бере відпустки за власний рахунок, пояснюючи це вдома службовими відрядженнями, а на роботі — хворобами численних родичів. Підберезовиков складає свідчення докупи та починає підозрювати, що Дєточкін і є невловимим крадієм, якого він шукає.
На черговій репетиції в театрі Підберезовиков переконується, що Дєточкін злодій, але хоче зрозуміти його мотиви, адже гроші за авто крадій не привласнює. Він запрошує Дєточкіна в пивну, де той пред'являє всі наявні документи: квитанції на грошові перекази та інше. Завідувач пивної, теж жертва Дєточкіна, вирішивши, що прийшла ревізія, подає обом «фірмове пиво» підвищеної міцності. Сп'янілий Підберезовиков, дізнавшись, що Дєточкін віддає гроші на благодійність, вирішує відпустити його за умови, що той більше не крастиме автомобілі. Він намагається навіть розірвати ухвалу про арешт, але Дєточкін забирає у нього документ.
В очікуванні арешту Дєточкін розповідає про своє заняття нареченій Любі. Наступного дня Дєточкін намагається покінчити з минулим, викинувши всі докази проти себе в річку (одяг, ключі від авто і записи про своїх жертв). Але йому трапляється на очі «Волга» зі знайомим номером. Виловивши з води свої речі та картотеку, Дєточкін розуміє, що авто належить ще непокараному хабарнику, і викрадає її, після чого демонстративно ставить під вікнами кабінету Підберезовикова. Люба, водійка тролейбуса, переслідує Дєточкіна, прагнучи запобігти новому злочину. Однак у картотеці Дєточкін зробив помилку: автомобіль належить чесній людині. Підберезовиков тепер має всі підстави заарештувати його. Дєточкін сам приходить, щоб добровільно здатися. На прем'єрі «Гамлета» в самодіяльному театрі Дєточкін чудово грає головного героя, але його заарештовують, щойно опускається завіса.
У суді Підберезовиков та інші знайомі Дєточкіна виступають на його захист, адже той діяв із шляхетних міркувань. Діма Семицвєтов виголошує звинувачення, цитуючи конституцію, але замовкає, почувши, що проти нього самого порушено кримінальну справу. Тесть Семицвєтова, Семен Васильович, вимагає звільнити Дєточкіна. Вирок лишається неясним, але вочевидь передбачає якийсь термін ув'язнення (до 5-и років). У фіналі Люба кермує тролейбусом і зустрічає на дорозі коротко постриженого та усміхненого Дєточкіна, що чекав її на маршруті. Оповідач за кадром зазначає, що ця історія відбувалася невідомо де, а може й цілком вигадана.

## У ролях
- Інокентій Смоктуновський — Юрій Іванович Дєточкін, страховий агент
- Олег Єфремов — Максим Петрович Підберезовиков, слідчий
- Любов Добржанська — мама Дєточкіна
- Ольга Аросєва — Люба, наречена Дєточкіна
- Андрій Миронов — Діма Семицвєтов
- Тетяна Гаврилова — Інна, дружина Семицвєтова
- Людмила Давидова — офіціантка в пивній
- Анатолій Папанов — Семен Васильович Сокол-Кружкін, підполковник у відставці, тесть Семицвєтова
- Георгій Жженов — автоінспектор
- Євген Євстигнєєв — Євгеній Олександрович Євстигнєєв, режисер народного театру
- Сергій Кулагін — Філіп Картузов, директор пивної
- Вікторія Радунська — Таня, криміналістка
- Готліб Ронінсон — Яків Михайлович Квочкін, начальник Дєточкіна
- Борис Рунге — людина з валізами
- Яків Ленц — продавець в тютюновому кіоску
- В'ячеслав Невинний — автослюсар
- Донатас Баніоніс — пастор, покупець «Волги»
- Галина Волчек — покупчиня магнітофона по блату у Семицвєтова
- Любов Соколова — народний суддя
- Антоніна Максимова — акторка народного театру
- Юрій Яковлєв — голос за кадром